# Sud de France Arena
Sud de France Arena (también conocido como Arena Montpellier) es un estadio cubierto ubicado en el suburbio de Pérols en Montpellier, Francia. Fue inaugurado en septiembre de 2010. Tiene una capacidad de 14.000 espectadores para conciertos.

## Eventos notables
El estadio acogió el Violetta Live International Tour. Acoge los partidos europeos del Montpellier Handball y el Torneo de Montpellier. También fue sede del Campeonato Mundial de Gimnasia Rítmica de 2011 que acogió el proceso de clasificación para los Juegos Olímpicos de Verano de 2012. El estadio acogió el Campeonato de Europa de Gimnasia Artística de 2015 del 13 al 19 de abril, fue sede de un grupo del Campeonato Europeo de Baloncesto Masculino de 2015 y algunos partidos del Campeonato Mundial de Balonmano Masculino 2017. En 2021, el estadio albergó el Campeonato Mundial de Ciclismo Urbano.